# ラトナシリ・ウィクラマナカ
ラトナシリ・ウィクラマナカ（シンハラ語: රත්නසිරි වික්‍රමනායක, タミル語: ரத்னசிறி விக்கிரமநாயக்க, 英語: Ratnasiri Wickremanayake, 1933年5月5日 - 2016年12月27日）は、スリランカの政治家。同国首相を2期務めた。

## 生い立ち
コロンボにある仏教系男子校アナンダ・カレッジを卒業。その後弁護士を目指してイギリスのリンカーン法曹院に入学した。また、イギリス留学中の1955年にはセイロン学生協会イギリス支部の会長となった。

## 政界入り
1960年、スリランカ社会主義平等党（LSSP）の推薦を受けてセイロン議会議員選挙ホラーナ選挙区に立候補し、当選した。1962年にはスリランカ自由党（SLFP）に入党。1965年、1970年とSLFPの推薦を受けてホラーナ選挙区で立候補し、再選を果たした。
1970年にはシリマヴォ・バンダラナイケ内閣で法務大臣となり、初めての閣僚入りを果たした。1975年にはプランテーション産業大臣となり、翌年からは法務大臣に復帰した。ただ、1977年総選挙では全国的なSLFPの惨敗に伴い、彼も議席を失った。1978年にはSLFPの書記長となった。
1994年の総選挙では、ウィクラマナカはカルタラ選挙区から当選し、チャンドリカ・クマーラトゥンガ内閣で公共政策・内務・プランテーション大臣に就任した。

## 首相就任
ウィクラマナカが初めて首相に在任したのは2000年8月から2001年12月の間で、高齢のために首相を辞任したシリマヴォ・バンダラナイケの後任としてであった。2000年10月13日に正式に首相に就任した。2001年総選挙では自爆テロに巻き込まれたが、暗殺を逃れた。しかし、2001年12月に行われた総選挙で野党統一国民党に敗れ、首相を辞任した。
2004年総選挙でSLFPが再び勝利した際には仏教問題・保安・法律大臣となった。その後、2005年11月21日からマヒンダ・ラージャパクサ大統領の下で2期目の首相を務めることとなった。
首相在任中は反体制派タミル・イーラム解放のトラ（LTTE）との対話を拒否し、強硬的な姿勢をとった。また、人口増加を奨励するために家族計画政策の修正を呼びかけた。

## 死去
2016年12月27日、ウィクラマナカはコロンボ市内の病院で亡くなった。